# Konstanty Zakrzewski

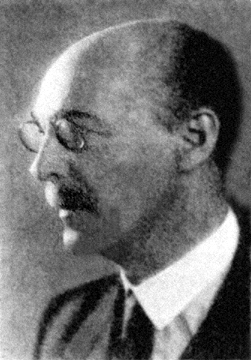
Konstanty Zakrzewski

Konstanty Zakrzewski (* 14. Januar 1876 in Warschau; † 19. Januar 1948 in Krakau) war ein polnischer Experimentalphysiker.

## Leben und Wirken
Zakrzewski wurde als Jugendlicher 1893 verhaftet, nachdem er an einer geheimen Versammlung für die polnische Unabhängigkeit teilnahm. Nach dem Abitur 1895 in Lemberg studierte er an der Jagiellonen-Universität in Krakau mit der Promotion 1900 bei August Witkowski. Als Post-Doktorand war er 1902 bis 1904 bei Heike Kamerlingh Onnes in Leiden. 1908 habilitierte er sich. Er war von 1911 bis zu seinem Tod (mit einer Unterbrechung von 1913 bis 1917, als er Professor für theoretische Physik in Lemberg war als Nachfolger von Marian Smoluchowski) Professor an der Jagiellonen-Universität. 1928/29 war er dort Dekan der Philosophischen Fakultät.
Er arbeitete auf dem Gebiet der Optik und Festkörperphysik (Überprüfung der Elektronentheorie der Metalle von Hendrik Antoon Lorentz, Dielektrische Eigenschaften von Festkörpern) und initiierte ab 1947 die Forschung an kosmischer Höhenstrahlung in Polen.
Mit Wladyslaw Natanson schrieb er ein Lehrbuch der Physik (erschienen 1924 bis 1929).
1920 wurde er korrespondierendes und 1932 ordentliches Mitglied der Polnischen Akademie der Wissenschaften. Er erhielt das Kommandeurskreuz des Ordens Polonia Restituta.

## Schriften
- Kurze, wenig gedämpfte Wellen. In: Bulletin de l'Académie des Sciences et des Lettres/A, 1932, S. 249–256.